# Il morso del serpente (film)
Il morso del serpente è un film per la televisione del 2001 diretto da Luigi Parisi.

## Trama
Angelo Berti nonostante si sia laureato in lettere, è entrato nei corpi speciali della polizia e viene inviato a Volci, in Sicilia. Con l'aiuto del collega Sante Venuti e fingendo di essere un professore di lettere deve proteggere Rosangela Romeo, sua alunna, sorella di un mafioso detenuto all'Ucciardone che si spera possa pentirsi. Il paese è in mano a Don Ferdinando Puglisi, latitante, che si appoggia a Raniero. Ma quando c'è di mezzo la mafia e gli interessi in gioco sono tanti è difficile che tutto fili liscio.